# Очень странные дела (5-й сезон)
Пятый и финальный сезон американского научно-фантастического драматического сериала «Очень странные дела». Релиз состоится на потоковом сервисе Netflix в 2025 году. Продюсированием сезона занимаются братья Даффер, а также Шон Леви, Дэн Коэн, Иэн Патерсон и Кёртис Гвинн. В сезоне будет восемь серий.
В главных ролях: Вайнона Райдер, Дэвид Харбор, Финн Вулфхард, Милли Бобби Браун, Гейтен Матараццо, Калеб Маклафлин, Ноа Шнапп, Сэди Синк, Наталия Дайер, Чарли Хитон, Джо Кири, Майя Хоук, Эмибет Макналти, Приа Фергюсон, Бретт Гельман, Кара Буоно и Джейми Кэмпбелл Бауэр, а так же Линда Хэмилтон.

## Актёры и персонажи
- Вайнона Райдер — Джойс Байерс
- Дэвид Харбор — Джим Хоппер
- Финн Вулфхард — Майк Уилер
- Милли Бобби Браун — Одиннадцать / Джейн Хоппер
- Гейтен Матараццо — Дастин Хендерсон
- Калеб Маклафлин — Лукас Синклер
- Ноа Шнапп — Уилл Байерс[7][8]
- Сэди Синк — Макс Мэйфилд
- Наталия Дайер — Нэнси Уилер
- Чарли Хитон — Джонатан Байерс
- Джо Кири — Стив Харрингтон
- Майя Хоук — Робин Бакли
- Эмибет Макналти — Вики
- Приа Фергюсон — Эрика Синклер
- Бретт Гельман — Мюррей Бауман
- Кара Буоно — Карен Уилер
- Джейми Кэмпбелл Бауэр — Генри Крил / Один / Векна[9]
- Линда Хэмилтон - доктор Кей
- Нелл Фишер — Холли Уиллер
- Джейк Коннелли — Дерек Тернбоу
- Алекс Бро — лейтенант Эйкерс

## Серии
| Часть 1 |   |                                                                       |                |               |                 |
| 35      | 1 | «Глава первая: Ползание» «Chapter One: The Crawl»                     | Братья Даффер  | Братья Даффер | 26 ноября 2025  |
| 36      | 2 | «Глава вторая: Исчезновение...» «Chapter Two: The vanishing of...»    | TBA            | TBA           | 26 ноября 2025  |
| 37      | 3 | «Глава третья: Ловушка для Тернбоу» «Chapter Three: The Turnbow Trap» | Фрэнк Дарабонт | TBA           | 26 ноября 2025  |
| 38      | 4 | «Глава четвёртая: Колдун» «Chapter Four: Sorcerer»                    | Братья Даффер  | TBA           | 26 ноября 2025  |
| Часть 2 |   |                                                                       |                |               |                 |
| 39      | 5 | «Глава пятая: Шок-Джок» «Chapter Five: Shock Jock»                    | Фрэнк Дарабонт | TBA           | 25 декабря 2025 |
| 40      | 6 | «Глава шестая: Побег из Камазоца» «Chapter Six: Escape from Camazotz» | TBA            | TBA           | 25 декабря 2025 |
| 41      | 7 | «Глава седьмая: Мост» «Chapter Seven: The Bridge»                     | TBA            | TBA           | 25 декабря 2025 |
| Часть 3 |   |                                                                       |                |               |                 |
| 42      | 8 | «Глава восьмая: Правильная сторона» «Chapter Eight: The Rightside Up» | Братья Даффер  | TBA           | 31 декабря 2025 |

1. ↑  Полное название второй серии не было объявлено вместе с названиями других эпизодов. Было сказано только что название серии начинается с «Исчезновение…»[10].

## Производство

### Разработка
17 февраля 2022 года братья Даффер объявили о выпуске четвёртого сезона «Очень странных дел» в двух частях; также братья планировали продлить сериал на пятый сезон и разработать для Netflix спин-офф. Дафферы рассчитывали завершить проект на четвёртом сезоне, однако в 2017 году сообщили, что будет и пятый.
Дафферы анонсировали и написали сценарий последнего пятого сезона «Очень странных дел» ещё до съёмок четвёртого. Впоследствии они переработали историю, руководствуясь отзывами, поступившими после выхода четвёртого сезона, вплоть до того, что изменили концовку сериала. Шон Леви, один из режиссёров первых четырёх сезонов, подтвердил, что снимет как минимум одну серию пятого сезона.

### Сценарий
В начале 2022 года братья Даффер подтвердили, что сериал «Очень странные дела» завершится пятым сезоном. 6 ноября этого же года стало известно, что первая серия нового сезона выйдет под названием «Chapter One: The Crawl» (с англ. — «Глава первая: Ползание») и будет написана и срежиссирована Дафферами. Братья отметили, что часть незадействованных идей, изначально задуманных для второго сезона, будет реализована в пятом. Прочитав отзывы о четвёртом сезоне, они решили изменить финал сериала, и вскоре провели питчинг потоковому сервису Netflix; Дафферы отметили, что бо́льшую часть первоначального сценария они не изменили. 6 мая 2023 года работа над сценарием сезона была приостановлена в связи с забастовкой Гильдии сценаристов Америки. 27 сентября, в день окончания забастовки, на аккаунте авторов сценария был опубликован пост, сопровождающийся надписью «We’re back» (с англ. — «Мы вернулись»), что ознаменовало возобновление работы над пятым сезоном. К середине октября 2023 года сценарий был готов более чем наполовину. 10 декабря Дафферы сообщили, что арки Одиннадцать, Дастина, Лукаса и Хоппера дописаны. По словам Ноа Шнаппа, сезон закончится на Уилле Байерсе.

### Актёры
К своим ролям из предыдущих сезонов вернулись Вайнона Райдер, Дэвид Харбор, Финн Вулфхард, Милли Бобби Браун, Гейтен Матараццо, Калеб Маклафлин, Ноа Шнапп, Сэди Синк, Наталия Дайер, Чарли Хитон, Джо Кири, Майя Хоук, Приа Фергюсон, Бретт Гельман, Кара Буоно и Джейми Кэмпбелл Бауэр. В июне 2023 года стало известно, что в актёрском составе числится Линда Хэмилтон. Хэмилтон связалась с Дафферами по Zoom и обсудила с ними «форму» своего персонажа. В январе 2024 года, когда стартовало производство, команда опубликовала фотографию со съёмочной площадки, демонстрирующую Эмибет Макналти в роли Вики, которая в пятом сезоне стала одним из центральных персонажей. В июле 2024 года к составу актёров присоединились Нелл Фишер, Джейк Коннелли и Алекс Бро.

### Съёмки
Съёмочный процесс стартовал 8 января 2024 года. В марте 2024 года Милли Бобби Браун ознакомилась со сценарием шести серий сезона и сообщила, что съёмки будут идти ещё девять месяцев. 27 июня, в ходе подкаста «Podcrushed», Майя Хоук сказала, что все серии пятого сезона будут «очень длинными»: весь сезон, как она выразилась, будет состоять «из восьми фильмов». 3 июля Росс Даффер заявил, что производство завершено наполовину. 20 декабря 2024 года съёмки завершились.

## Релиз
Сезон будет выпущен в трёх частях: первая часть из четырёх эпизодов выйдет 26 ноября 2025 года, вторая часть из трёх эпизодов — 25 декабря, а финал сериала — 31 декабря.